# Шимляна
45°41′ пн. ш. 16°49′ сх. д. / 45.69° пн. ш. 16.82° сх. д.
Шимляна (хорв. Šimljana) — населений пункт у Хорватії, в Б'єловарсько-Білогорській жупанії у складі громади Берек.

## Населення
Населення за даними перепису 2011 року становило 101 осіб.
Динаміка чисельності населення поселення: